# 아지랑이 프로젝트
《아지랑이 프로젝트》(일본어: カゲロウプロジェクト 카게로오 프로젝쿠토[*]) 또는 《카게로우 프로젝트》는 일본의 음악가 진의 미디어 믹스 프로젝트이다. 진이 2011년부터 발표한 악곡에 더해, 2012년에는 악곡을 배경으로 한 소설 및 만화가 발매되었다. 또한 2014년에는 샤프트에서 《메카쿠시티 액터즈》(일본어: メカクシティアクターズ 메카쿠시티 아쿠타즈[*])라는 제목으로 애니메이션화도 진행되었다.
악곡에서 사용된 보컬은 IA와 하츠네 미쿠 등의 야마하의 음성합성 소프트웨어인 VOCALOID가 사용되었다.
약칭은 카게프로(カゲプロ). 카게로우(カゲロウ)는 아지랑이로 번역한다.

## 줄거리
8월 15일 여름, 어떤 특별한 눈의 능력을 얻게 된 소년 소녀들의 이야기.

## 등장인물
키도(キド) / 키도 츠보미(木戸 つぼみ)【메카쿠시단 단원 NO.1】
성우 - 카이다 유코()
악곡: 메카쿠시 코드(メカクシコード) / 칠드런 레코드(チルドレンレコード) / 실상 워드 (失想ワアド)
능력: 눈을 가리는 능력
생일 : 1월 2일
별자리 : 염소자리 (점성술)
혈액형 : B형
현 메카쿠시단의 단장. 항상 이어폰으로 음악을 듣고 있으며, 1인칭은 나(오레)(俺)를 사용하는 중성적인 소녀. 그러나, 요리를 잘하고, 린스를 바꾸고, 몰래 프릴 스커트를 구입하는 등 소녀적인 면도 있다. 또한 유령의 집이나 롤러코스터를 무서워하는 겁쟁이.
세토, 카노와 같은 고아원 출신.
아버지가 계집질을 일삼다가 회사가 파산하게 되자 홧김에 불을 일으켜 가족 동반 자살을 도모한 것으로 사망.
이런 나는 사라졌으면 좋겠다는 바람에 눈을 가리는 뱀이 깃듬.
그 이후로 눈을 가리는 능력을 얻게 되었다.
이미지 색상은 보라색.
세토(セト) / 세토 코우스케(瀬戸 幸助)【메카쿠시단 단원 NO.2】
성우 - 호시 소이치로 / 이시즈카 사요리()(소년 시절)
악곡: 소년 브레이브(少年ブレイヴ) / 상상 포레스트(想像フォレスト) / 칠드런 레코드(チルドレンレコード)
능력: 눈을 훔치는 능력
생일 : 3월 28일
별자리 : 양자리 (점성술)
혈액형 : O형
녹색의 옷을 입은 청년. “～っす”같은 어조로 말한다. 즉, 슴다체 “～슴다 ”. 쾌활한 성격.
숲속에 혼자 살던 마리를 메카쿠시단에 입단하게 만든 장본인.
평소에는 다양한 아르바이트를 하고 있다.
키도, 카노와 같은 고아원 출신.
부모는 없었고, 당시는 소심한 성격으로 주위와 커뮤니케이션을 하지 못해서 다른 사람에게서 좋지 않은 눈길을 받고 있었으며, 말이 없어도 다른 사람과 이야기를 하고 싶다고 생각하면서 버려진 강아지(하나코)를 유일한 친구로 했다. 그러나 그 강아지가 아이들에 의해 범람한 강물에 던저져버려서, 도우려고 범람한 강에 뛰어들다가 사망.
이 강아지의 마음을 알고 싶다는 바람에 눈을 훔치는 뱀이 깃듬.
당시에 아지랑이 데이즈에 접촉하여 대상의 정보를 마음도 포함하여 읽는 눈을 훔치는 능력을 손에 넣었다.
그러나, 이 능력을 주위로부터 미움 받기 때문에 '의사 소통도 없이 사람의 마음을 읽는 능력'이라고 생각해서, 현재는 이 능력을 싫어하고 사용하는 것을 피하고 있다.
이미지 색상은 초록색.
카노(カノ) / 카노 슈우야(鹿野 修哉)【메카쿠시단 단원 NO.3】
성우 - 타치바나 신노스케 / 카이다 유키()(소년 시절)
악곡: 야화 디세이브(夜咄ディセイブ) / 칠드런 레코드(チルドレンレコード)
능력: 눈을 속이는 능력
생일 : 5월 10일
별자리 : 황소자리 (점성술)
혈액형 : B형
고양이 같은 눈매를 가진 청년. 초연한 성격으로 항상 웃는 얼굴이지만, 다른 사람을 속이기를 좋아하고, 장난기 많은 성격으로 모모와 마리를 놀린다.
키도, 세토와 같은 고아원 출신.
그의 어머니는 정서 불안정으로, 그는 어린 시절부터 학대를 당하고 성장. 그렇지만, 어머니를 감싸며 자신의 상처를 숨기고 싶어했다.
어느 날 강도에 의해 어머니와 함께 사망.
학대당한 모습을 숨기고 싶다는 바람에 눈을 속이는 뱀이 깃듬.
그때 아지랑이 데이즈와 접촉, 타인의 눈에 비치는 자신의 모습을 속일 수 있는 눈을 속이는 능력을 얻게 된다.
그가 항상 미소인 것은 이 능력에 의한 것이지만, 아픔을 느끼면 해제된다.
아야노의 부탁으로 아야노 행세를 하고, 그녀가 다니는 고등학교에 다녔으며, 당시에 신타로와 타카네와 하루카 등을 만났다.
이미지 색상은 검은색.
마리(マリー) / 코자쿠라 마리(小桜 茉莉)【메카쿠시단 단원 NO.4】
성우 - 하나자와 카나
악곡: 상상 포레스트(想像フォレスト) / 군청 레인(群青レイン) / 아우터 사이언스(アウターサイエンス) / 마리의 가공세계(マリーの架空世界) / 칠드런 레코드(チルドレンレコード)
능력: 눈을 마주치는 능력/눈을 합치는 능력
생일 : 7월 21일
별자리 : 게자리 (점성술)
메두사의 후손인 소녀. 하얀 피부와 흰 긴 머리에 분홍색 눈을 가졌으며, 흰색 앞치마 드레스가 특징.
밖에 나갈 때에는, 세토에게서 받은 후드와 어린 시절에 입던 옷에서 리메이크한 복숭아색 리본을 착용.
눈을 마주치면, 상대가 움직임을 멈춘다. 상대를 돌로도 만들 수도 있는 아자미와는 달리 잠시 동안만 움직임을 멈출 수 있게 한다.
동화의 주인공과 같은 외모와는 달리, 나이는 약 140세. 10년에 신체 나이로 한 살인 격이다.
예전에는 그녀의 어머니 시온과 함께 숲에서 조용히 살았는데, 어느 해의 8월 15일에 분부를 어기고 밖에서 놀고 있다가 인간들에게 모습을 보이고 폭행 당한다.
시온은 마리를 돕기 위해, 그 인간들을 돌로 만들려 했지만 불완전하여 몸의 부담과 함께 한 사람만 돌로 만들 수 있었고 나머지 한 사람에게 마리, 시온 모두 살해. 이후 시온은 마리와 함께 아자미에 의해 아지랑이 데이즈에 들어가게 된다.
이후 본의 아니게 아자미에 의해 '눈을 합치는 뱀'이 깃듬.
(눈이 마주치는 뱀이 깃들었다고 하는 의견도 있으나 완전히 그 능력을 사용할 수 없고, 코믹스에서 눈을 합치는 뱀이라고 언급되었기에 눈을 마주치는 뱀이 깃들었다기보다 유전적으로 능력을 모방해서나마 가지는 듯.)
어머니에게 “사람과 눈을 맞추면 돌로 만들어버린다.”라는 말을 들으며 자라서 깊은 숲속에서 홀로 지내왔으나, 어느날 세토가 방문하면서부터 바깥 세상으로 나가게 된다.
이미지 색상은 분홍색.
모모(モモ) / 키사라기 모모(如月 桃)【메카쿠시단 단원 NO.5】
성우 - 가시야마 나나미()
악곡: 키사라기 어텐션(如月アテンション) / 달맞이 리사이틀( オツキミリサイタル ) / 칠드런 레코드(チルドレンレコード)
능력: 눈을 사로잡는 능력
생일 : 2월 14일
별자리 : 물병자리 (점성술)
혈액형 : O형
신타로의 동생. 고등학교 1학년의 인기 아이돌.
밝고 씩씩한 성격이지만, 메카쿠시단에 들어가기 전에는 눈에 띄는 특이 체질로 인해 소외되었고 친구도 없었다.
어린 시절 아버지와 함께 사고를 당해 익사 하였을 때, 아지랑이 데이즈와 접촉해 다른 사람들의 시선을 빼앗는 능력 즉 눈을 사로잡는 능력을 얻었다.
그녀의 오빠 신타로와는 달리 성적은 치명적.
탄산팥죽과 홍연어 스크랩, 오징어, 게임 실황 동영상 등을 좋아한다.
예전에는 우수한 오빠에게 열등감을 안고 있었다.
오빠보다 더 잘하고 싶다는 바람에 눈을 사로잡는 뱀이 깃듬.
이미지 색상은 주황색.
에네(エネ) / 에노모토 타카네(榎本 貴音)【메카쿠시단 단원 NO.6】
성우 - 아스미 카나
악곡: 인조 에미(人造エネミー) / 헤드폰 액터(ヘッドフォンアクター) / 해질녘 예스터데이(夕景イエスタデイ) / 칠드런 레코드(チルドレンレコード)
능력: 눈을 뜨는 능력
혈액형 : AB형
신타로의 PC에 정착한 소녀. 푸른 머리의 트윈테일의 소녀로, 노이즈처럼 부서진 듯한 다리가 특징.
신타로를 희롱하고 즐기는 장난 꾸러기.
원래는 에노모토 타카네라는 이름의 살아있는 인간. 신타로와 아야노보다 1년 선배. 하루카와 친하게 지냈으며, 호감을 가지고 있었다.
약물 과다복용으로 사망했다. 사실은 켄지로 즉, 켄지로로 빙의한 눈이 맑아지는 뱀이 타카네에게 약물을 투여한 것이다. 이후, 켄지로의 실험에 의해 타카네의 육체는 현실에, 의식은 전자기기 속으로 들어가게 되었다.
카노의 도움으로 육체를 회수받고, 원래의 모습으로 돌아왔다.
신타로는 문화제 때 알게 되었고, 당시 그와의 불화로 인해 그에 대해서 싫어했다. 신타로를 괴롭히는 것은 당시의 보복이라고 하지만, 그를 걱정하기도 한다.
자신의 정체를 신타로에게 알리지 않았으며, 코노하와의 재회를 하였으나 그는 이미 예전의 기억을 잃었으며, 그를 가짜 씨(ニセモノさん)이라 부르기도 한다.
코믹스 언급에서 '먹지도 자지도 않아도 되는 몸이었으면 좋겠다'라는 대사. 이를 바람으로 눈을 뜨는 뱀이 깃든 듯.
이미지 색상은 파란색.
신타로(シンタロー) / 키사라기 신타로(如月 伸太郎)【메카쿠시단 단원 NO.7】
성우 - 테라시마 타쿠마
악곡: 인조 에너미(人造エネミー) / 로스타임 메모리(ロスタイムメモリー) / 투명 앤서(透明アンサー) / 칠드런 레코드(チルドレンレコード)
능력: 눈을 새기는 능력
생일 : 4월 30일
별자리 : 황소자리 (점성술)
혈액형 : A형
본작의 주인공. PC에 틀어박힌 히키코모리 18세 청년.
소유한 PC에서 정체불명의 메일의 첨부 파일에서의 수수께끼의 소프트웨어에 의해 애를 먹고 있지만, 인터넷 중독에 의해 전원을 끄는 것도 못하고 있다.
어느 날 에네의 장난에 의해 키보드를 구매하기 위해 2년만에 외출을 하게 되지만, 테러리스트에게 잡힌 후, 메카쿠시단과 접촉하게 된다.
소심하며 음울하고, 메카쿠시단에 의해 농락되고 있다. 놀림거리.
히키코모리이기 전에는 건방지고 냉정한 성격.
IQ가 168이여서, 항상 만점의 우수한 성적. 그러나 운동 능력은 최저.
아야노의 말에 따르면 귀여운 면도 있다고 한다.
아야노의 자살로 인해 고등학교를 중퇴하고 지금과 같이 생활.
신타로가 중학교 3학년 무렵, 아야노와 함께 고교 문화제에서 타카네와 만났다. 그곳에서 타카네와 살육 슈팅 게임에서 승리.
로스타임 메모리, 루트 XX의 신타로는 에네 목을 졸라 죽인 이후, 가위로 경동맥을 끊어 자살. 그때 아지랑이 데이즈와 접촉.
애니메이션 루트에서 눈에 새기는 뱀 깃듬. 이후 아야노와 함께 아지랑이 데이즈에서 빠져나온다.
이미지 색상은 빨간색.
히비야(ヒビヤ) / 아마미야 히비야(雨宮 響也)【메카쿠시단 단원 NO.8】
성우 - 토가시 미스즈()
악곡: 아지랑이 데이즈(カゲロウデイズ) / 코노하의 세계사정(コノハの世界事情) / 달맞이 리사이틀( オツキミリサイタル ) / 칠드런 레코드(チルドレンレコード)
능력: 눈을 응시하는(집중시키는) 능력
생일 : 11월 4일
별자리 : 전갈자리 (점성술)
혈액형 : AB형
극히 평범한 시골에 사는 소년.
동급생인 히요리를 열렬히 사랑한다. 심각한 스토커 수준.(일명 '말하는 히요리 손뜨개 인형'을 만들어 히요리의 목소리를 몰래 녹음하여 말하는 히요리 손뜨개 인형 테이프에 수록할 정도로 심각.)
TV조차 보여주지 않을 정도로 엄격한 가정환경에서 자라서, 유행 등에 서먹. 약간 철부지가 되어 버렸다.
히요리가 코노하에게 호감을 가지고 있는 것을 보고, 코노하에게 질투.
공원에서 히요리가 고양이를 따라 횡단보도를 건너려고 하는 찰나, 트럭이 빠르게 히요리 쪽으로 달려오는 것을 본다.
히비야는 히요리를 구하려다가 사망.
그때 아지랑이 데이즈와 접촉해 눈을 응시하는 능력을 얻고 현실세계로 나왔다.
어른스럽지만 건방진 성격.
아지랑이 데이즈 내에서 히요리를 찾고 싶다는 바람에 눈을 집중시키는 뱀이 깃듬.
눈을 집중시키는 뱀은 단순히 '천리안'뿐 아니라 전파를 조종하는 등(소설) 실제로 보이지 않는 존재에 손댈 수 있는 능력을 가진 듯하다.
이미지 색상은 하늘색.
코노하(コノハ) / 코코노세 하루카(九ノ瀬 遥)【메카쿠시단 단원 NO.9】
성우 - 미야노 마모루
악곡: 코노하의 세계사정(コノハの世界事情) / 아우터 사이언스(アウターサイエンス) / 서머타임 레코드(サマータイムレコード) / 해질녘 예스터데이(夕景イエスタデイ) / 칠드런 레코드(チルドレンレコード)
능력: 눈을 깨우는 능력
생일 : 12월 24일
별자리 : 사수자리 (점성술)
혈액형 : O형
백발의 청년. 기억상실의 인조인간. 멍한 표정이지만 마이 페이스로 호기심 왕성. 남다른 체력을 가지고 있다. 입버릇은 미안...(ごめん)이고 먹는 것을 좋아함.
에네와 마찬가지로 개조되기 전, 코코노세 하루카라는 살아있는 인간.
타카네와 동급생.
심각한 질병을 앓고 있었고, 그 질병에 의해 어느 날 사망.
그후로 아지랑이 데이즈와 접촉하였고, 자신의 이상적인 육체와 눈을 뜨는 능력을 손에 얻었다. 그러나 켄지로의 실험에 의해 개조된 뒤로 정신에 손상을 입었는지, 기억을 잃었다.
학생 시절 성적이 우수하였고, 그림도 잘 그렸으나, 질병으로 인해 결석한 날이 많았다.
'코노하'는 한때, 하루카가 만든 게임의 아바타가 모델.
모두와 함께할 수 있는 건강한 몸이 갖고 싶다는 바람에 눈을 깨우는 뱀이 깃듬.
이후 눈이 맑아지는 뱀에 의해 쿠로하로 변해 주요 빌런이 된다.
이미지 색상은 노란색.
아야노(アヤノ) / 타테야마 아야노(楯山 文乃)【메카쿠시단 단원 NO.0】
성우 - 나카하라 마이
악곡: 아야노의 행복이론(アヤノの幸福理論) / 로스타임 메모리(ロスタイムメモリー) / 투명 앤서(透明アンサー) / 칠드런 레코드(チルドレンレコード) / 어디셔널 메모리(アディショナルメモリー)
능력: 눈을 돌보는 능력
생일 : 11월 22일
별자리 : 전갈자리 (점성술)
혈액형 : B형
켄지로의 딸. 신타로와 동급생.
한여름에도 항상 빨간 머플러를 하고 있다.
언제나 웃는 얼굴로 밝고 상냥한 소녀.
신타로와는 달리 시험 성적이 좋지 못했다.
고등학교 문화제에서 그녀의 아버지인 켄지로의 제자, 타카네와 하루카와 알게 되었고, 선후배 관계가 되었다.
메카쿠시단의 첫 번째 단장이자 창시자. 고아였던 키도, 세토, 카노를 맡게 되었고, 3명의 누나같은 존재.
어머니와 아야카가 죽은 이후로 이상해진 아버지의 행동에 경계심을 가졌으며, 키도, 세토, 카노가 아버지의 소원 때문에 죽는 것을 막기 위해 고등학교 1학년 여름에 투신자살.
자살 당시 아지랑이 데이즈와의 접촉이 성공했고, 상대에게 생각을 전하는 능력을 얻었으나, 원래 세계로 돌아가지 못했다.
그러나 에네와의 메일 교환이 가능하며, 히비야와 대화하는 듯한 묘사가 있다.(사실 메카쿠시티 라디오를 보면 아지랑이 데이즈 내에서는 무엇이든 가능하고, 현실 세계와 모습이 다르다 뿐 다양한 기능이 실행되는 듯. 택배 배송, 버스, 휴대전화 전파 통신 등이 언급되었다.)
신타로에게 말하고 싶은 말을 전하지 못하고 아지랑이 데이즈에 들어갔기에(어디셔널 메모리) 그런 말을 전하고 싶다는 바람에 눈을 거는 뱀(눈을 돌보는 뱀)이 깃듬.
애니메이션 판에서는 신타로에 의해 원래 세계로 돌아갈 수 있었다.
이미지 색상은 암적색().

## 그 외의 등장인물8
히요리(ヒヨリ)/아사히나 히요리(朝比奈 日和)
성우 - 코이와이 코토리
악곡: 아지랑이 데이즈 / 코노하의 세계사정(コノハの世界事情) / 칠드런 레코드(チルドレンレコード)
생일 : 3월 3일
별자리 : 물고기자리 (점성술)
혈액형 : A형
히비야의 반에서 인기가 많은 여학생.
또한 히비야의 짝사랑 상대.
아야카의 여동생으로, 아야카를 처음 본 건 아야카의 장례식 때라고 한다. 이는 부모님이 멋대로 집을 나갔다고 하며 아야카를 보지 않으려 했기 때문.
아야노의 이모가 된다.
마을 내에서 손꼽히는 부잣집이라고 한다.
완냥푸의 자기 해석 PV에는 단발머리에 밝은 성격을 가진 소녀로 묘사되나, 이는 공식 디자인이 아니며 양갈래 머리의 다소 차가운 성격의 소녀가 공식 디자인이다.
하지만 모모 앞에서는 해맑은 소녀가 되는 모습을 보여준다.
히비야와 함께 아지랑이 데이즈에 휘말린다.
코노하를 좋아하고, 히비야는 좋아하고 잘해주는 면보단 부려먹는다. 그러나 코믹스 루트에서 히비야를 좋아하는 녀석이라고 칭하는 걸 보아 히비야를 싫어하는 게 아닌 듯하다.(츤데레)
코믹스 루트 2에서 눈을 집중시키는 뱀이 히요리에게 깃들었다. 히비야와 같은 바람 때문이라 추정.
켄지로(ケンジロウ)/타테야마 켄지로(楯山　研次朗)
성우 - 후지와라 케이지
악곡: 데드 앤드 시크
생일 : 9월 11일
별자리 : 처녀자리 (점성술)
혈액형 : AB형
에노모토 타카네, 코코노세 하루카, 키사라기 모모의 선생님이자 타테야마 아야노의 아버지.
타카네에게 THE 인간쓰레기라고 이름이 붙을 정도로 책임감과 참여성이 없었으며, 타카네나 하루카가 '이사장님'이라는 말이 나오면 그 말을 들은 후부터 갑자기 적극적인 모습을 보인다. 그 덕에 타카네와 하루카는 '이사장님'이라는 말을 마법의 단어처럼 여기고 있다.
아내와 함께 산으로 갔다가 흙사 붕괴가 일어나자, 자신은 발견되었지만 같이 있던 아내는 실종되고 말았다.
그 사건 이후로 켄지로가 아내를 다시 보고 싶다고 소원을 빌자, 소원을 이루어주는 뱀, 눈이 맑아지는 뱀이 켄지로에게 빙의.
소원을 이루어주는 대신 필요한 조건은, 키도, 세토, 카노의 뱀을 포함한 열 개의 눈의 능력이 필요하였다. 즉 그 세명이 죽어야 한다는 것.
그 세명을 돌보던 딸 타테야마 아야노는 세명의 죽음을 막기 위하여 자살.
아자미(アザミ)/아자미(薊)
성우 - 아라이 사토미
악곡: 사신 레코드
생일 : 8월 15일
별자리 : 사자자리 (점성술)
일본어로 '엉겅퀴'를 뜻하는 이름.
영원히 죽지 않는 메두사.
코자쿠라 시온의 어머니이자, 코자쿠라 마리의 할머니.
원래 인간을 싫어했으나, 어느 날 츠키히코와 사랑에 빠지게 되고 시온을 낳게 된다.
가족이 죽고 혼자만 남겨질까 두려워 고민하다가 아지랑이 데이즈를 만들게 된다.
또한 메카쿠시단 멤버의 모든 '눈'의 능력을 사용할 수 있었다.(아지랑이 데이즈에서 메카쿠시단 멤버들에게 능력을 넘겨준 이후로는 능력을 사용할 수 없다.)
츠키히코(ツキヒコ)/코자쿠라 츠키히코
아자미의 남편,
실눈캐이며, 백색증 때문에 다른 사람들에게 따돌림을 당했다고 한다.
시온과 마리의 머리 색은 츠키히코의 유전으로 추정된다.
코자쿠라 시온
악곡: 군청레인
생일 : 6월 18일
별자리 : 쌍둥이자리 (점성술)
코자쿠라 마리의 어머니이다.
아자미하고, 츠키히코의 딸이다.
밖에 나가지 말라는 시온의 말을 어기고 밖에 나갔다 위험에 처한 마리를 구하려다 사망.
시온의 남편은 밝혀지지 않았다.
눈은 마주치는 뱀의 능력자.(추정)
쿠로하(クロハ)/검은 코노하
악곡: 아우터 사이언스
코노하가 '눈이 맑아지는 뱀'에 의해 잠식당한 형태. 정확히는 그냥 '검은 코노하'이지만 팬층이 통칭 쿠로(검은색)+코노하로 쿠로하라고 부르고 있다.
눈이 맑아지는 뱀은 초기에 켄지로에게 깃들지만 그 형태는 딱히 모습 변화도, 다른 이름도 없으나 쿠로하는 그 강한 육체 때문인지 켄지로도 빌런으로서의 빌드업이 상당했으나 주요빌런으로는 이 외형이 1순위로 꼽힌다. 코믹스에서는 눈이 맑아지는 뱀이 많은 사람에게 옮겨 다녀 여러 형태가 있지만 막권에서는 결국 쿠로하가 등장한다.
아자미가 아지랑이 데이즈를 만들게 한 장본인이기도 하다.
다른 뱀과 달리 자아가 있고, '소원'을 먹이로 삼기에 목적은 '주인의 소원이 끊기지 않게 하는 것'이라고 한다. 정확한 능력은 이 소원을 이루어주는 것이다. 이를 이루기 위해 아자미에게는 아지랑이 데이즈라는 끔찍한 이세계를 만들게 하고, 마리에게는 주변인들을 학살해 이 모두와 함께하고 싶다는 것을 끊임없이 빌게 하고 이를 이루어 주는 것이 루프를 돌림, 즉 시간을 이들을 만나기 전까지로 되돌리는 것이다. 다만 코믹스의 대사를 보아 학살에 약간의 재미도 포함된 듯하다.

## 노래
※링크는 니코니코 동화.
| 시리즈      | 제목                                       | 캐릭터                  | PV     | 링크       |
| ----------- | ------------------------------------------ | ----------------------- | ------ | ---------- |
| 오프닝 테마 | チルドレンレコード / 칠드런 레코드         | -                       | 시즈   | sm18406343 |
| 제1화       | 人造エネミー / 인조에네미                  | 에네                    | 미즈다 | sm13628080 |
| 제2화       | メカクシコード / 메카쿠시 코드             | 키도                    | 시즈   | sm14595248 |
| 제3화       | カゲロウデイズ / 아지랑이 데이즈           | 히비야                  | 시즈   | sm15751190 |
| 제4화       | ヘッドフォンアクター / 헤드폰 액터         | 타카네                  | 시즈   | sm16429826 |
| 제5화       | 想像フォレスト / 공상 (상상) 포레스트      | 마리                    | 완냥푸 | sm16846374 |
| 제6화       | コノハの世界事情 / 코노하의 세계사정       | 코노하                  | 시즈   | sm17397763 |
| 제7화       | 如月アテンション / 키사라기 어텐션         | 모모                    | 완냥푸 | sm17930619 |
| 제8화       | 群青レイン / 군청레인                      | 시온                    | -      | -          |
| 제9화       | 夜咄ディセイブ / 요바나시 디세이브         | 카노                    | 시즈   | sm20116702 |
| 제10화      | ロスタイムメモリー / 로스타임 메모리       | 신타로                  | 시즈   | sm20470051 |
| 제11화      | アヤノの幸福理論 / 아야노의 행복이론       | 아야노                  | 시즈   | sm20671920 |
| 번외        | オツキミリサイタル / 달맞이 리사이틀       | 모모, 히비야            | 완냥푸 | sm21259575 |
| 번외        | 夕景イエスタデイ / 해질녘(황혼) 예스터데이 | 타카네(에네)            | 시즈   | sm21513190 |
| -           | エネの電脳紀行 / 에네의 전뇌기행           | 에네                    | -      | -          |
| -           | 透明アンサー / 투명앤서                    | 신타로                  | 완냥푸 | -          |
| -           | デッドアンドシーク / 데드 앤드 시크        | 켄지로                  | -      | -          |
| -           | シニガミレコード / 사신 레코드             | 아자미                  | -      | -          |
| -           | 少年ブレイブ / 소년 브레이브               | 세토                    | 시즈   | -          |
| 최종화      | アウターサイエンス / 아우터 사이언스       | 쿠로코노하(검은 코노하) | 시즈   | sm21720819 |
| -           | マリーの架空世界 / 마리의 공상세계         | 마리                    | -      | -          |
| 엔딩 테마   | サマータイムレコード/섬머 타임 레코드      | 하루카                  | 시즈   | sm21737751 |

## 도서 정보
- 아지랑이 데이즈 I -in a daze- (日: ISBN 978-4047280595 / 韓: ISBN 9788926794852)
- 아지랑이 데이즈 II -a headphone actor- (日: ISBN 978-4047283398 / 韓: ISBN 9788926795477)
- 아지랑이 데이즈 III -the children reason- (日: ISBN 978-4047289444 / 韓: ISBN 9788926795637)
- 아지랑이 데이즈 IV -the missing children- (日: ISBN 978-4047290990 / 韓: ISBN 9788926795903)
- 아지랑이 데이즈 V -the deceiving- (日: ISBN 978-4047295308 / 韓: ISBN 9788926797754)
- 아지랑이 데이즈 VI -over the dimension- (日: - / 韓: -)
- 아지랑이 데이즈 VII -from the darkness- (日: - / 韓: -)

## TV 애니메이션
《메카쿠시티 액터즈》(メカクシティアクターズ)의 타이틀로 2014년 4월 13일부터, 같은 해 6월 29일까지 TOKYO MX, BS11, NICONICO 등에서 방송되었다. 《메카쿠시티 리로드》(メカクシティリロード)의 타이틀의 후속작의 제작이 2016년 8월 15일에 발표되었다.

### 주제가
전곡 작사·작곡 - 진(자연의 적P)
오프닝 테마「daze」
편곡 - 진 / 노래 - じん ft. メイリア from GARNiDELiA
제1화에서는 엔딩 테마로 사용. 7화, 12화의 오프닝은 없으므로 사용되지 않음.
엔딩 테마「days」 (제2화 - 제11화)
편곡 - ANANT-GARDE EYES / 노래 - じん ft. Lia
제6·8화는 다른 엔딩 테마.
삽입곡
「키사라기 어텐션(如月アテンション)」 (제2화)
편곡 - 진, 赤髪 / 노래 - 진 ft. 春奈るな
「메카쿠시 코드(メカクシコード)」 (제3화）
편곡 - 中沢伴行 (I've), 尾崎武士 (I've) / 노래 - 진 ft. やさぐれ子猫
「아지랑이 데이즈(カゲロウデイズ)」 (제4화)
편곡 - 진 / 노래 - 진 ft. 田口囁一（感傷ベクトル）
「헤드폰 액터(ヘッドフォンアクター)」 (제6화 〈오프닝〉)
편곡 - 진 / 노래 - 진 ft. LiSA
「해질녘 예스터데이(夕景イエスタデイ)」 (제6화 〈엔딩〉)
편곡 - 小松一也 / 노래 - 진 ft. LiSA
「로스 타임 메모리(ロスタイムメモリー)」 (제8화 〈엔딩〉)
편곡 - 진 / 노래 - 진 ft. 松山晃太（BYEE the ROUND）
「아야노의 행복이론(アヤノの幸福理論)」 (제9화 〈오프닝〉)
편곡 - 中西亮輔 / 노래 - 진 ft. 奥井亜紀
「상상 포레스트(想像フォレスト)」 (제10화 〈엔딩〉)
편곡 - 中西亮輔、진 / 노래 - 진 ft. ヨシダタクミ
「달맞이 리사이틀(オツキミリサイタル)」 (제11화)
편곡 - 中西亮輔、진 / 노래 - 진 ft. IA
「섬머 타임 레코드(チルドレンレコード)」 (제12화 〈엔딩〉)
편곡·노래 - 진

### 각화목록
※부제는 애니플러스의 표기.
- act 01: 인조 에너미
- act 02: 키사라기 어텐션
- act 03: 메카쿠시 코드
- act 04: 아지랑이 데이즈
- act 05: 개연 팬저마스트
- act 06: 헤드폰 액터
- act 07: 코노하의 세계사정
- act 08: 로스타임 메모리
- act 09: 아야노의 행복이론
- act 10: 공상 포레스트
- act 11: 달맞이 리사이틀
- act 12: 서머타임 레코드

### BD / DVD
| 권·수록화 | 권·수록화            | 발매일             | 규격품번      | 규격품번      |
| 권·수록화 | 권·수록화            | 발매일             | BD限定版      | DVD限定版     |
| --------- | -------------------- | ------------------ | ------------- | ------------- |
| 1         | 人造エネミー         | 2014年6月25日      | ANZX-11221/22 | ANZB-11221/22 |
| 2         | 如月アテンション     | 2014年7月9日       | ANZX-11223/24 | ANZB-11223/24 |
| 3         | メカクシコード       | 2014年7月23日      | ANZX-11225/26 | ANZB-11225/26 |
| 4         | カゲロウデイズ       | 2014年8月13日      | ANZX-11227/28 | ANZB-11227/28 |
| 5         | カイエンパンザマスト | 2014年8月27日      | ANZX-11229/30 | ANZB-11229/30 |
| 6         | ヘッドフォンアクター | 2014年9月10日      | ANZX-11231/32 | ANZB-11231/32 |
| 7         | コノハの世界事情     | 2014年9月24日予定  | ANZX-11233/34 | ANZB-11233/34 |
| 8         | ロスタイムメモリー   | 2014年10月8日予定  | ANZX-11235/36 | ANZB-11235/36 |
| 9         | アヤノの幸福理論     | 2014年10月22日予定 | ANZX-11237/38 | ANZB-11237/38 |
| 10        | 空想フォレスト       | 2014年11月12日予定 | ANZX-11239/40 | ANZB-11239/40 |
| 11        | オツキミリサイタル   | 2014年11月26日予定 | ANZX-11241/42 | ANZB-11241/42 |
| 12        | サマータイムレコード | 2014年12月10日予定 | ANZX-11243/44 | ANZB-11243/44 |